# Президент Непалу
Президент Федеративної Демократичної Республіки Непал (неп. संघीय प्रजातान्त्रिक गणराज्य नेपालका राष्ट्रपति) — вища державна посада в Непалі. Офіс був створений після того, як країна була оголошена республікою в травні 2008 року.

## Список президентів
| № | № | Фото | Ім'я                         | Початок правління | Кінець правління | Період, днів | Партія                                                        |
| - | - | ---- | ---------------------------- | ----------------- | ---------------- | ------------ | ------------------------------------------------------------- |
|   | - |      | Гіріджа Прасад Коїрала В. О. | 5 січня 2007      | 23 липня 2008    | 740          | Непальський конгрес                                           |
|   | 1 |      | Рам Баран Ядав               | 23 липня 2008     | 29 жовтня 2015   | 2654         | Непальський конгрес                                           |
|   | 2 |      | Бідх'я Деві Бхандарі         | 29 жовтня 2015    | 13 березня 2023  | 2709         | Комуністична партія Непалу (об'єднана марксистсько-ленінська) |
|   | 3 |      | Рам Чандра Пудел             | 13 березня 2023   |                  |              | Непальський конгрес                                           |